# 金沢中央信用組合
金沢中央信用組合（かなざわちゅうおうしんようくみあい）は、石川県金沢市に本店を置く信用組合。

## 概要
事業区域は石川県一円だが、このうち金沢市・かほく市・白山市・野々市市及び河北郡の区域については後述の取扱業者に加えてその地域内に住所等を有する地域住民等を含めた地域信用組合としての地区で、それ以外の区域については食料品の取扱業者及びその関連事業者・勤労者並びにその他の共同組織を対象とする業域信用組合としての地区となっている。
ATMでは、しんくみ お得ねっと提携信用組合のカードによる出金は自組合扱いとなる。

## 沿革
- 1924年（大正13年）2月4日 - 金沢水産信用購買利用組合として設立。
- 1950年（昭和25年）2月 - 金沢水産信用組合に改組。
- 1966年（昭和41年）7月 - 金沢中央市場信用組合に改称。同時期に金沢中央卸売市場に市場支店を開設し、2拠点体制となる。
- 1968年（昭和43年）11月 - 本店を金沢市上近江町15番地に移転。
- 1975年（昭和50年）7月 - 金沢中央信用組合に改称。
- 2001年（平成13年）4月 - 職域信用組合から、一部地域については地域信用組合として利用対象者を一部拡張。
- 2002年（平成14年）1月28日 - 不動信用組合（2000年10月6日経営破綻、整理番号：112号[2]）の事業を譲り受ける。
- 2005年（平成17年）3月22日 - 大野信用組合と合併し、大野営業部を開設。現在の3店舗体制になる。

## 店舗
2017年現在

括弧内は店舗コード
- 本店（001）・本部（100）： 石川県金沢市上近江町15
- 市場支店（002）： 石川県金沢市西念四丁目7-1
- 大野営業部（003）： 石川県金沢市大野町4-163